# Alberta Highway 5
Der Highway 5 (kurz AB 5) ist eine Fernstraße in der kanadischen Provinz Alberta. Er beginnt im Waterton-Lakes-Nationalpark und endet am Highway 3, dem Crowsnest Highway, in Lethbridge. Die gesamte Route ist 110 km lang und nicht Bestandteil des kanadischen National Highway System.

## Streckenführung
Der Highway beginnt im Waterton-Lakes-Nationalpark in Waterton Lake. Der Aufenthalt im Park ist gebührenpflichtig, es wird eine Eintrittsgebühr für Nationalparks erhoben. Die Route führt nach Nordosten und trifft auf den Highway 6, der vom Süden her von den Vereinigten Staaten kommt und nach Norden hin nach Chief Mountain führt. Der Highway führt bis zur Nationalparkgrenze weiter nach Nordosten, von dort ab nach Osten in Richtung Mountain View.
Von dort ab verläuft der Highway wieder nach Nordosten und führt an den Städten Cardston und Magrath vorbei. Der Highway 2 kreuzt in Cardston, ein kurzes Stück verlaufen die Highways 2 und 5 auf derselben Straße. In Magrath zweigt der Highway 62 nach Süden hin ab; auf dem weiteren Streckenverlauf des Highways 5 nach Lethbridge hat der Highway 52 seinen Beginn, der eine Abkürzung zum Highway 4 darstellt. Die weitere Route führt nach Norden hin in die Stadt Lethbridge.